# Promises, Promises
"Promises, Promises" é o segundo single lançado pela banda de rock alternativo americano, Incubus do seu sétimo álbum de estúdio intitulado If Not Now, When?.

## Significado da canção
De acordo com o vocalista Brandon Boyd, Promises Promises, é uma história sobre uma menina e um rapaz, a menina construiu tanta armadura em torno de si com as coisas que ela sabe como fazer...e assim, eu usei essas metáforas na canção de, como, mágica, como se ela fosse uma ilusionista, então ela cria essas ilusões em torno dela... e ela ficou tão boa no que faz, que ela conhece alguém que, potencialmente poderia ser alguém que poderia quebrar sua ruptura através dessas ilusões e essas paredes, ela não pode realmente reconhecer que ele poderia ser uma coisa real, ou eles poderiam reais, então ela está pedindo-lhe uma coisa: "Não me faça quaisquer promessas"[carece de fontes?]

## Desempenho
"Promises, Promises" alcançou a posição No.13 na Billboard Alternative Songs e No.24 na Billboard Rock Songs.